# مناندر یکم
مناندر یکم سوتر (به یونانی: Μένανδρος Αʹ ὁ Σωτή، آوانویسی به لاتین: Ménandros Aʹ ho Sōtḗr، ترجمه به پارسی: مناندروس یکم رهایی‌بخش) یکی از پادشاهان دولت هندی یونانی بود. از او به عنوان بزرگ‌ترین فرمانروای این پادشاهی نام می‌برند. مناندروس که از ۱۶۵ یا ۱۵۵ تا ۱۳۰ پیش از میلادی حکومت کرد، در نوشته‌های بودایی به عنوان یکی از پشتیبانان بوداییسم ستایش شده‌ است.